# Obenitter
Obenitter ist eine aus einer Hofschaft hervorgegangene Ortslage in der bergischen Großstadt Solingen. In Obenitter befindet sich der seit 2018 geschlossene, denkmalgeschützte Freizeitpark Ittertal.

## Geographie
Obenitter befindet sich im Solinger Stadtteil Wald, nahe der Grenze zur Nachbarstadt Haan. Die Ortslage befindet sich an der Itter im nach ihr benannten Ittertal, das in einer Talsenke zwischen Sonnenschein und Widerschein auf einer Anhöhe im Norden liegt sowie dem südlichen Höhenrücken, auf dem die Wittkuller Straße verläuft. Parallel zur Itter verläuft die Ittertalstraße von Lindersberg bis Untenitter durch die Ortslage. Unmittelbar nordöstlich, in Hanglage, liegt die Ortslage Igelsforst. Südwestlich von Obenitter liegt Mittelitter mit der Freizeitanlage Ittertal und der Freiluft-Eisbahn sowie dem Freibad. Südlich liegen der Felder Hof und Itterberg, östlich liegen der Itterstausee sowie Lindersberg, Buckert und Westersburg.

## Etymologie
Der Ortsname -itter taucht in den drei ehemaligen Höfen Oben-, Mittel- und Untenitter auf. Die Höfe liegen, orientiert an deren Verlauf, an dem Bach Itter, der bei Gräfrath entspringt und in Düsseldorf-Urdenbach in den Rhein mündet und der in den Jahren 1218/31 als Ytter und 1263 als de Itre urkundlich belegt ist. Das Wort Itter stammt wahrscheinlich aus dem lateinisch-Indogermanischen, denn itera bedeutet „das Wasser von der Höhe“. Dittmaier sieht in dem Flussnamen eine schwundstufige Form des Stammworts ait („schwellen“) vorliegen.

## Geschichte
Die Geschichte des ehemaligen Bauerngutes Obenitter ist untrennbar verbunden mit der Geschichte der Gründer- und langjährigen Eigentümerfamilie des Ittertaler Volksgartens, des heutigen historischen Freizeitparks Ittertal, der Familie Weck. Diese stammte aus Burg an der Wupper und erwarb um 1690 den Hof zu Obenitter sowie den angrenzenden Neuenkotten und ließ dort rund 200 Jahre lang Messer schleifen. In Burg hatte die Familie seinerzeit noch Schwerter gefertigt.
In dem Kartenwerk Topographia Ducatus Montani, Blatt Amt Solingen, von Erich Philipp Ploennies aus dem Jahr 1715 ist der Ort mit einer Hofstelle verzeichnet und als o. Itter benannt. Der Ort gehörte zur Honschaft Itter innerhalb des Amtes Solingen. Die Topographische Aufnahme der Rheinlande von 1824 verzeichnet den Ort als Itteroben. Die Preußische Uraufnahme von 1844 verzeichnet ihn als Ob. Itter, in der Topographischen Karte des Regierungsbezirks Düsseldorf von 1871 ist der Ort ebenfalls als Ob. Itter verzeichnet.
Nach Gründung der Mairien und späteren Bürgermeistereien Anfang des 19. Jahrhunderts gehörte der Ort zur Bürgermeisterei Wald, dort lag er in der Flur I. (Wittkull). 1815/16 lebten 39, im Jahr 1830 46 Menschen im als Weiler bezeichneten Ober-Itter. 1832 war der Ort unter dem Namen Oben Itter Teil der Ersten Dorfhonschaft innerhalb der Bürgermeisterei Wald. Der nach der Statistik und Topographie des Regierungsbezirks Düsseldorf als Hofstadt kategorisierte Ort besaß zu dieser Zeit sechs Wohnhäuser, zwei Mühlen bzw. Fabrikationsstätten und sieben landwirtschaftliche Gebäude. Zu dieser Zeit lebten 44 Einwohner im Ort, davon zwei katholischen und 42 evangelischen Bekenntnisses. Die Gemeinde- und Gutbezirksstatistik der Rheinprovinz führt den Ort 1871 mit 17 Wohnhäusern und 101 Einwohnern auf. Im Gemeindelexikon für die Provinz Rheinland von 1888 werden für Obenitter 13 Wohnhäuser mit 62 Einwohnern angegeben. 1895 besitzt der Ortsteil 13 Wohnhäuser mit 75 Einwohnern, 1905 werden elf Wohnhäuser und 94 Einwohner angegeben.
Die Familie Weck legte im ausgehenden 19. Jahrhundert auf ihrem Anwesen in Obenitter den sogenannten Ittertaler Volksgarten an, der um die Jahrhundertwende unter der Führung von Friedrich Weck kontinuierlich erweitert wurde. Aus dieser Zeit stammt auch das Hauptgebäude des Freizeitparks, der damals auch den Namen Märchenwald-Ittertal Friedr. Weck trug. Ein heute denkmalgeschütztes Wasserkarussell wurde 1907 eingeweiht. Nach Betreiberwechsel wurde der Park seit 2002 unter dem Namen Familien-Paradies Ittertal betrieben. Im Jahre 2018 wurde die Anlage geschlossen.

Mit der Städtevereinigung zu Groß-Solingen im Jahre 1929 wurde Obenitter ein Ortsteil Solingens. Ein historischer Fachwerkhauskomplex aus dem 17. und 18. Jahrhundert (Obenitterstraße 55, 57) steht seit 1985 unter Denkmalschutz.

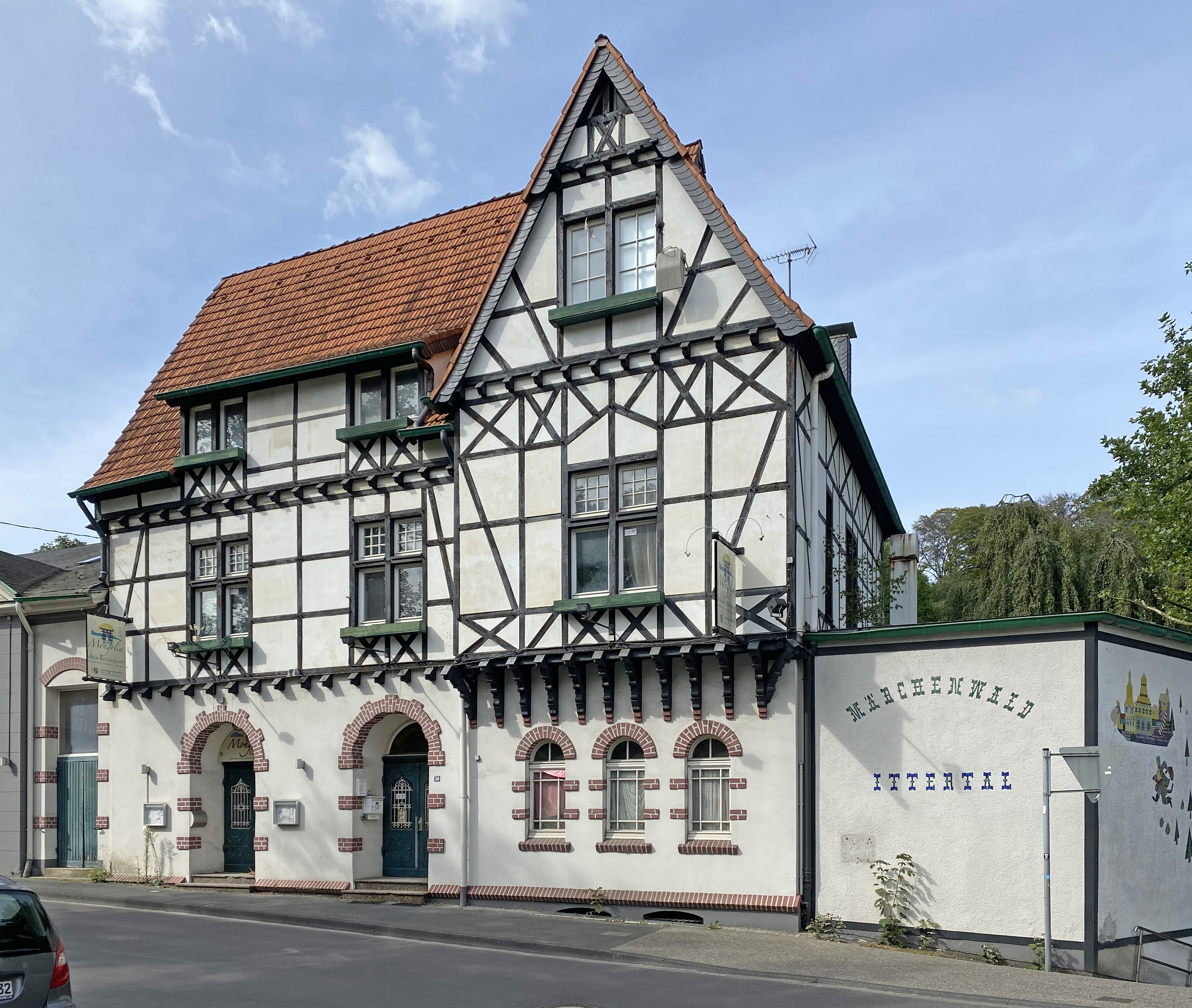
Gaststättengebäude des Freizeitparks
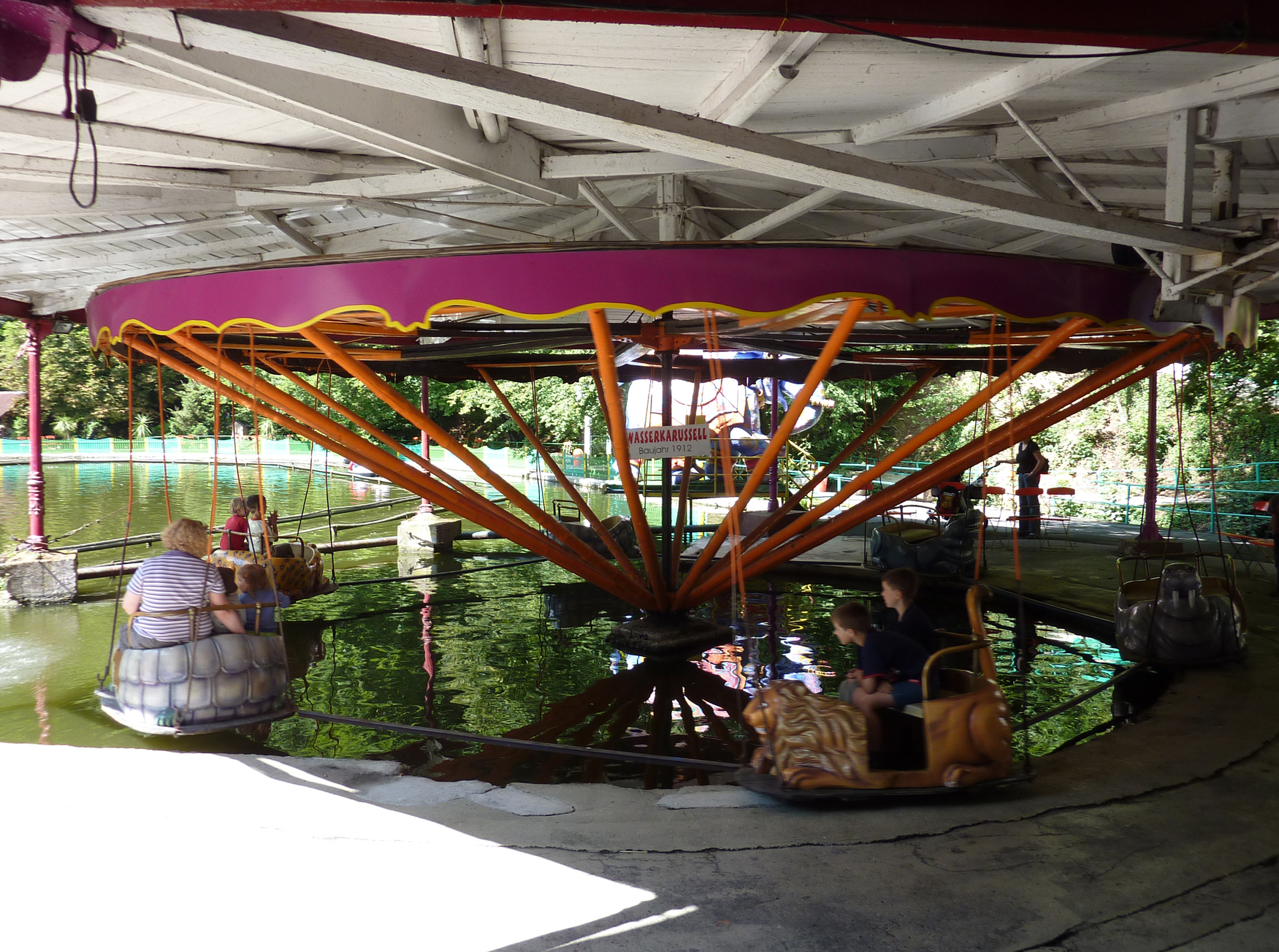
Historisches Wasserkarussell